# Hudson-formule
De Hudson formule is een formule voor het berekenen van het benodigde steengewicht voor waterbouwsteen onder invloed van (wind)golven. Dit is noodzakelijk voor het ontwerpen van golfbrekers, dijkbekleding en oeverbekleding. In opdracht van het US Corps of Engineers heeft Robert Y. Hudson tussen 1950 en 1960 schaalproeven gedaan en op grond daarvan een stabiliteitsformule ontwikkeld. Deze formule luidt:
{\displaystyle {\frac {H_{s}}{\Delta \cdot d_{n50}}}={\frac {\sqrt[{3}]{K_{d}cot\alpha }}{1,27}}}
In deze formule is:
Hs = Significante golfhoogte aan de teen van de constructie
Δ = relatieve dichtheid van de steen (= (ρs -ρw)/ρw) waarin ρs de dichtheid van de steen en ρw de dichtheid van het water is
dn50 = nominale diameter van de steen
α = taludhelling
KD een fit-coëfficient, deze is ongeveer 3 voor waterbouwsteen en orde 8 tot 10 voor betonnen golfbrekerelementen.
De formule is jarenlang de Amerikaanse standaard geweest voor het ontwerpen van steenconstructies onder invloed van golven.
Het bezwaar van de Hudson formule is dat deze alleen geldig is voor relatief steile golven (dus voor stormgolven) en voor golfbrekers met een doorlatende kern. Ook is het niet goed mogelijk om een goede schadeverwachting te geven bij overbelasting. Om deze reden wordt voor waterbouwsteen deze formule niet meer gebruikt. Voor waterbouwsteen wordt tegenwoordig de Van der Meer-formule gebruikt. Voor de berekening van betonnen golfbrekerelementen wordt de formule (vaak in iets aangepaste vorm) nog wel veel gebruikt. 